# Château d'Oricola
Le château d'Oricola est un château situé dans la commune d'Oricola, dans la province de L'Aquila, dans les Abruzzes.